# 高草魅聲
《高草魅聲》（英語：In the Tall Grass）是一部2019年加拿大超自然恐怖劇情片，由溫琴佐·納塔利編劇和執導，改编自斯蒂芬·金和喬·希爾2012年的同名中篇小說，由哈里森·吉爾伯特森、蕾斯拉·迪奧莉維拉、艾弗瑞·懷特德、小威爾·布伊、蕾切爾·威爾森和派翠克·威爾森主演。
這部電影於2015年初處於初步開發階段，2018年5月取得進展，當時流媒體服務Netflix宣布已購買電影版權，並由納塔利執導並改編劇本。主体拍摄於2018年夏季在安大略省多伦多進行。影片於2019年9月20日在奇幻电影节全球首映，2019年10月4日在Netflix上映。

## 剧情
贝姬·德穆特和卡尔·德穆特是兄妹，贝姬怀孕六个月。他们正在前往聖地牙哥的途中，听到一个叫托宾的小男孩在高草叢中呼救。他的母亲纳塔莉让他闭嘴。兄妹俩担心起来，走了进去，但很快就分开了，并发现他们之间的距离总是在奇怪地变化。他们惊慌失措地决定离开，但找不到路。贝姬遇到了托宾的父亲罗斯，他告诉她跟着他，但不幸的是她最终还是跟丢了。卡尔发现托宾浑身淤伤且脏兮兮的，拿着一只死乌鸦。托宾声称高草不会移动死物，并将鸟埋在路上，然后告诉卡尔贝姬很快就会死，并且是石头告诉的他这个消息。托宾带卡尔去到草叢中的一块石头，叫他去摸，突然被贝姬的尖叫声打断，他遭到了鬼怪的攻击。
贝姬孩子的父亲特拉维斯来到寻找贝姬和卡尔。他调查了这片草地，偶然遇到了托宾，暗示他们是相识的，并带领他找到了贝姬的尸体。托宾和他的父母来到了附近的教堂。听到特拉维斯的呼喊，他们的狗弗雷迪跑进了高草，一家人跟着跑进去，特拉维斯听到了托宾的声音并寻找他。一家人惊慌失措，罗斯偶然发现了那块石头并摸了它。贝姬和卡尔重新进入草地，此时托宾宣称弗雷迪已经死了。特拉维斯、贝姬和卡尔意识到高草的特性，他们朝着托宾的方向前进，最终四人相遇。特拉维斯告诉贝姬和卡尔他们已经失踪了两个月。同时，还揭示了特拉维斯最初并不像当爸爸，要求贝姬堕胎，但被她拒绝了。因此，贝姬和卡尔原本是前往聖地牙哥，想找人来照顾这个未出生的孩子，因为她觉得自己没有准备好当单身母亲。现在，特拉维斯对自己的行为表示后悔，并希望成为孩子和贝姬生活的一部分。
一行人在远处发现了一座建筑。贝姬接到了一通电话，有人警告他们不要再犯同样的“错误”。高草似乎进入了贝姬的子宫，她昏倒了，但随后被罗斯救醒，然后与托宾团聚，并表示他将带他们出去。罗斯带领他们来到那块石头面前，但被纳塔莉拦住，她警告他们不要触摸石头。她还声称之前看到过贝姬的尸体。纳塔莉警告说罗斯很危险，于是其他人决定离开。特拉维斯攻击了罗斯，但后者却打断了他的手臂并杀死了纳塔莉。罗斯声称这块石头向他展示了真相和出路，但他不想离开。
贝姬、卡尔、特拉维斯和托宾到达了那座建筑，在侦察时，特拉维斯和卡尔发现弗雷迪通过一个通往公路的“洞”成功逃离了这片草地。深感嫉妒的卡尔暗示对贝姬有乱伦情感，他在特拉维斯滑落时故意放手，导致他从屋顶上摔下来。罗斯跟随他们到达屋顶时，托宾逃进了草地。两人紧随其后，但贝姬拒绝离开特拉维斯，回到了屋顶。卡尔逃跑时被罗斯勒死。原来，他们处在時間迴圈中，卡尔一直在草地里被罗斯追杀。特拉维斯幸存下来并寻找贝姬。贝姬告诉他这个孩子将被寄养。
贝姬和罗斯搏斗并刺伤了他的眼睛，同时天空开始打雷。贝姬被草地生物围攻，牠们把她带到了岩石面前，那里有关于她怀孕的预言。贝姬打电话给过去的自己，让她阻止卡尔伤害特拉维斯。当她因宫缩而痛苦呻吟时，岩石下面的地面裂开了，多根根茎变成了人形，向她伸手。她昏了过去，醒来后看到卡尔，往她嘴里灌水。他拿着她的孩子。她再次睡着，醒來時卡爾正把她的孩子喂給她，並告訴她只是草和種子。贝姬意識到“卡爾”就是羅斯。托賓找到特拉維斯並告訴他羅斯殺死了嬰兒和卡爾，並且會一遍又一遍地殺死他們。他们被罗斯追赶，特拉维斯受了致命伤。当罗斯试图强迫托宾触摸岩石时，贝姬攻击了他并弄瞎了他的另一只眼睛，最终因伤势而死。特拉维斯杀死了罗斯。为了弄清情况，特拉维斯触摸了岩石，看到了奇怪的景象。他抓住托宾的手引导他走出去，并告诉他不要让贝姬和卡尔进来。
在贝姬和卡尔准备进入草丛时，托宾从对面的马路上出现，把特拉维斯给他的项链展示给贝姬看，从而关闭了这个迴圈。贝姬决定留下孩子，他们开车回家。特拉维斯在草丛里听着他们离开，最终死去。

## 演员
- 哈里森·吉爾伯特森 饰 特拉维斯·麦基恩
- 蕾斯拉·迪奧莉維拉（英语：Laysla De Oliveira） 饰 贝姬·德穆特
- 艾弗瑞·懷特德 饰 卡尔·德穆特
- 小威爾·布伊 饰 托宾·洪堡
- 蕾切爾·威爾森（英语：Rachel Wilson） 饰 纳塔莉·洪堡
- 派翠克·威爾森 饰 罗斯·洪堡